# 特德·斯温福德
特德·斯温福德（英語：Ted Swinford，20世纪—），美国前男子赛艇运动员。他曾代表美国参加世界赛艇锦标赛，获得一枚金牌和一枚铜牌，均来自男子四人单桨无舵手项目。